# L'Annulaire (film)
Pour les articles homonymes, voir L'Annulaire.
Pour plus de détails, voir Fiche technique et Distribution.
L'Annulaire est un film franco-germano-britannique réalisé par Diane Bertrand et sorti en 2005.

## Synopsis
Alors qu'elle travaille dans une usine de mise en bouteilles, Iris a un accident du travail. Elle quitte son usine et trouve un emploi dans un étrange laboratoire.

## Fiche technique
- Titre français : L'Annulaire
- Titre anglais : The Ring Finger
- Réalisation : Diane Bertrand
- Scénario :  Diane Bertrand d'après le roman L'Annulaire de Yōko Ogawa
- Photographie : Alain Duplantier
- Montage : Nathalie Langlade
- Musique : Beth Gibbons
- Société de production :  Les Films du Veyrier, Integral Film
- Distributeur : Memento Films Distribution
- Pays de production :  France,  Allemagne,  Royaume-Uni
- Langue : français
- Format :
- Genre : drame
- Durée : 104 minutes
- Date de sortie : 2005

## Distribution
- Olga Kurylenko : Iris
- Marc Barbé : l'homme du laboratoire
- Stipe Erceg : le marin
- Édith Scob : la dame du 223

## Distinctions
- Olga Kurylenko remporte le prix de la meilleure actrice lors du Festival international du film de Brooklyn